# Peter von Mentzingen
Peter Karl Hermann Anton Maria Freiherr von und zu Mentzingen (* 29. März 1854 in Hugstetten; † 23. Dezember 1939 auf Schloss Menzingen in Menzingen) gehörte von 1905 bis 1912 der II. Kammer, von 1913 bis 1918 dann der I. Kammer der Badischen Ständeversammlung an.

## Leben
Er wurde geboren als Sohn des großherzoglich badischen Rittmeisters und Grundherren auf Hugstetten und Menzingen, Hermann Karl Peter von Mentzingen sowie seiner Gattin Marie Henrike Sigismunda Freiin von und zu Andlaw-Birseck. Der Katholikenführer Heinrich Bernhard von Andlaw-Birseck war sein Großvater.
Nach seiner Schulzeit als Jesuitenzögling in Feldkirch studierte er Rechtswissenschaften in Göttingen und Heidelberg. Danach war er als Jurist tätig, ab 1884 als Hofjunker im großherzoglich badischen Oberstkammerherrenamt, danach in der Gerichtsschreiberei des Kammergerichts Konstanz und ab 1888 beim Landgericht Mannheim. Von 1905 bis 1912 gehörte er als Abgeordneter des 54. Wahlbezirks (Teile des Amtsbezirks Wiesloch und des Amtsbezirks Bruchsal) der zweiten badischen Kammer an. Er war in der Kommission für Geschäftsordnung, Archivariat und Bibliothek und meldete sich zu vielfältigen Fragen zu Wort. Von 1913 bis 1918 gehörte er dann der ersten Kammer an, wo er den Bereich Nordbaden vertrat und der Haushaltskommission sowie der Kommission für Justiz und Verwaltung angehörte. Er war außerdem Mitglied der Kreiskammer und Landwirtschaftskammer Karlsruhe, erster Vizepräsident des Badischen Bauernverbands und Mitglied des Eisenbahnrats beim badischen Finanzministerium.
Er war ab 1889 verheiratet mit Auguste Gräfin von Quadt-Wykradt-Isny und ging nach deren frühen Tod eine zweite Ehe mit Maria Riederer Freiin von Paar zu Schönau ein, mit der er zwei Kinder hatte.

## Ehrungen
- Königlich bayerischer Kämmerer
- Königlich preußischer Rittmeister
- Großkomtur ad honoris des bayerischen St.-Georg-Ordens 3. Klasse
- k.u. Sankt Stephans-Orden 2. Klasse
- Preußische Landwehr-Dienstauszeichnung 2. Klasse
- Berechtigung zur Führung des Freiherrntitels für das Gesamtgeschlecht (1911)